# Caspar Otto von Glasenapp
Caspar Otto von Glasenapp (né le 25 juin 1664 au manoir de Wurcow (de), arrondissement de Neustettin et mort le 7 août 1747 à Berlin) est un officier prussien, plus récemment maréchal.

## Famille
Il est issu de la célèbre famille von Glasenapp, qui possèdent des châteaux en Poméranie. Ses parents sont l'administrateur d'arrondissement de Brandebourg Kaspar Otto von Glasenapp (né le 5 janvier 1664 à Kolberg) et son épouse Ernestina von Zitzewitz. Son frère est le général de division Erdmann von Glasenapp (de). Il se marie le 14 février 1700 à Köslin Anna Margarete von Zastrow de la branche de Beerwalde. Le mariage est resté sans enfant. Ses frères Paul Casimir, Heinrich Christoph et Paul Wedig deviennent héritiers.

## Carrière militaire
Après avoir rejoint la Garde en 1679, il devient enseigne au « Régiment de Corps princier-électoral » en 1683 et sous-lieutenant en 1687.  Le 9 septembre 1692, il est promu capitaine d'état-major et le 15 juillet 1695, capitaine et commandant de compagnie du régiment. Il participe avec le régiment aux batailles de Hongrie, du Rhin et du Brabant.
Glasenapp est promu major le 10 novembre 1705, lieutenant-colonel le 6 décembre 1709 et colonel et commandant du régiment, désormais "Wartensleben à pied", le 11 mai 1713. Le 17 octobre 1723, il devient major général et chef de son régiment, qui s'appelle désormais "régiment à pied Glasenapp", familièrement "régiment Glasenapp".
Le 10 février 1729, Glasenapp est nommé commandant de Berlin. Il met en œuvre systématiquement les instructions détaillées du roi Frédéric-Guillaume Ier pour freiner la mendicité et garder les rues de Berlin propres. Ses mesures pour faire respecter l'ordre et la discipline sont redoutées dans la ville. Le 12 mai 1732, il devient lieutenant général, le 1er décembre 1735 gouverneur de Berlin, mais en même temps il reste commandant du régiment. Glasenapp devient prélat de la Haute Abbaye de Cammin en Poméranie le 1er janvier 1737, général d'infanterie le 29 juin 1740. La nomination au poste de maréchal suit avec un brevet daté du 4 juin 1741. Le 21 juillet 1742, Glasenapp est renvoyé du service militaire actif, mais il reste gouverneur de Berlin et conserve les "honneurs dans l'armée en tant que maréchal à vie".
Glasenapp est enterré dans l'église de la garnison de Berlin en 1747.

## Décorations militaires
- Chevalier d'honneur de l'Ordre de Saint-Jean en 1696
- Chevalier de l'ordre de l'Aigle noir le 17. janvier 1735
- Chevalier de l'Ordre de la Générosité